# Giulietta e Romeo (film 1954)
Giulietta e Romeo è un film del 1954 diretto da Renato Castellani, tratto dall'omonimo dramma di William Shakespeare, con interpreti principali Laurence Harvey e Susan Shentall.

## Trama
Il film inizia con il seguente prologo:
Ma dai lombi fatali delle razze rivali una coppia di amanti sfortunati ha preso vita
che pietà e sventura travolgono e nella cui tomba viene sepolta la stessa ira dei padri
Il corso pauroso del loro amore mortale e la testarda rabbia dei parenti tutti
che solo la pietosa fine dei figli riesce a sciogliere è l’argomento del nostro spettacolo di stasera
cui vi preghiamo porgere orecchio paziente, quanto alle nostre mende, se potete vogliate compatirle»
L'opera di Castellani rispecchia piuttosto fedelmente lo svolgersi degli avvenimenti del dramma shakespeariano.
A Verona, nell'umanesimo circa, la tredicenne Giulietta, promessa in sposa dai genitori al ricco e nobile Conte Paride, si innamora del giovane Romeo, membro della famiglia Montecchi, di cui i Capuleti sono nemici giurati. Giulietta e Romeo, con l'aiuto della balia di lei e di frate Lorenzo riescono a celebrare un matrimonio segreto. In seguito ad una rissa provocata dal bellicoso Tebaldo, cugino di Giulietta, Romeo lo uccide, dopo che questo aveva trafitto mortalmente il suo amico Mercuzio. Per questo motivo il giovane viene bandito da Verona dal Principe ed esiliato a Mantova. Giulietta, disperata per gli eventi e per il volere paterno di darla in sposa al conte Paride, si rivolge a frate Lorenzo, che gli consegna un distillato con il quale la giovane cadrà in uno stato di morte apparente. Frate Lorenzo invia nel frattempo un emissario a Mantova con una lettera per avvisare Romeo dell'accaduto, ma la missiva non verrà mai recapitata in quanto nella città vi è una epidemia di peste. A Romeo giunge però solo la notizia della morte di Giulietta ed il giovane, sconvolto, procuratosi un veleno, non esita a tornare a Verona per morire accanto alla sua amata nel sepolcro dei Capuleti dove la fanciulla è stata sepolta. Quando lei si risveglia, vedendo il cadavere di Romeo, si trafigge mortalmente con la sua spada. Le loro famiglie, vedendo il dolore e la morte che il loro odio ha seminato, si riappacificano.

## Produzione

### Sceneggiatura di Castellani
Renato Castellani coltivava l'ambizioso progetto di restituire l'ambiente sociale e culturale in cui era stata inizialmente concepita la storia di Romeo e Giulietta, nella novella del Masuccio Salernitano, sviluppata nel Quattrocento da Luigi da Porto in Storia di due nobili amanti, con la loro morte pietosa, che avvenne nella città di Verona al tempo del Signor Bartolomeo I della Scala. La novella, ripresa anche dal Bandello, era stata poi tradotta in inglese da Arthur Brooke, "principale fonte di Shakespeare". Questo desiderio di realismo portò a una semplificazione e "sliricizzazione" dei dialoghi, e all'eliminazione di alcune parti del testo shakespeariano. Ne uscì ad esempio particolarmente ridimensionata la parte di Mercuzio, poiché troppo connotato, nei suoi vezzi e modi di esprimersi tipici di certi ambienti elisabettiani, nonché per alcuni riferimenti a leggende della tradizione britannica.

### Realizzazione

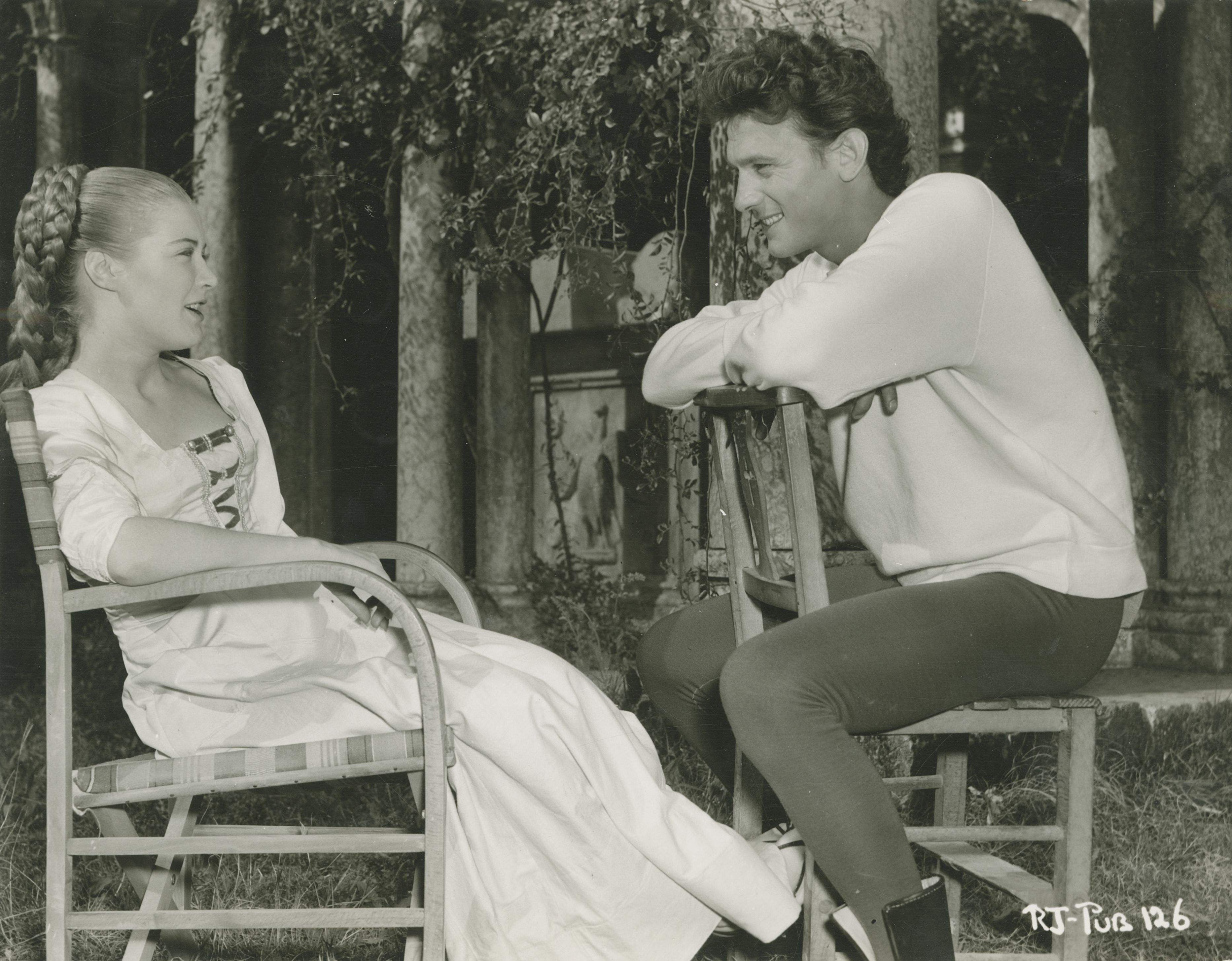
Susan Shentall e Laurence Harvey durante una pausa della lavorazione. Archivio del Touring Club Italiano.

Tra preparazione e realizzazione, il film richiese sei anni di lavoro. Gran parte del tempo (3 anni) fu speso in un'accurata ricerca delle località. Si girò a Verona, Venezia, Siena, San Quirico d'Orcia, Montagnana (per le mura di Verona), San Francesco del Deserto e Sommacampagna. Numerosissimi - non tutti cronologicamente corretti, se l'intenzione del regista era quella di ricostruire la Verona di Bartolomeo della Scala nel Trecento - i riferimenti pittorici nei costumi, negli oggetti, negli usi, negli accordi cromatici: «Predomina il Millequattrocentonovantadue e si va da Beato Angelico (due Annunciazioni), a Fiorenzo di Lorenzo, da Vermeer a Piero della Francesca, da Lippi al Carpaccio, per le maschere (del ballo) al Pisanello e a Bosch». In un periodo in cui l'uso del colore era ancora limitato e guardato con diffidenza dalla critica, fu scelto per la fotografia Robert Krasker, «... la più grande firma della fotografia cinematografica britannica», che già si era cimentato in traduzioni cinematografiche di Shakespeare, con Enrico V di Laurence Olivier del 1945 e Cesare e Cleopatra di Gabriel Pascal, dello stesso anno.

### Camei
Il prologo è affidato a John Gielgud, uno dei grandi attori shakespeariani del suo tempo. Compare inoltre, nelle vesti del principe di Verona, lo scrittore Elio Vittorini.

## Distribuzione
Prima che in Italia il film venne distribuito in Gran Bretagna, Paese co-produttore (1º settembre 1954) e Finlandia (12 novembre 1954). Venne distribuito nel circuito cinematografico italiano il 25 novembre del 1954.
Fu in seguito distribuito anche in Austria e Turchia (dicembre 1954), Stati Uniti (21 dicembre 1954), Germania Ovest (24 dicembre 1954), Portogallo (6 gennaio 1955), Paesi Bassi (14 gennaio 1955), Svezia (24 gennaio 1955), Danimarca (16 febbraio 1955), Sudafrica (21 febbraio 1955), Belgio (22 aprile 1955), Francia (26 novembre 1955), Ungheria (22 agosto 1957) e Germania Est (16 ottobre 1959).

## Accoglienza e critica

### Incassi
Il film ebbe molto successo tra il pubblico: risultò infatti l'11° maggior incasso al botteghino italiano della stagione cinematografica 1954-1955.

### Critica
Numerosi critici hanno sottolineato la freddezza del risultato finale, imputata a un eccessivo calligrafismo e alla ricerca della perfezione. Callisto Cosulich scrive di «...attenzione volta più all'uso del colore e degli ambienti naturali che non, per esempio, alla scelta degli attori;» il Mereghetti di «...risultato freddo e calligrafico.» Per Guido Aristarco «...il regista rimane vittima della magnificenza degli originali ripresi dal vero...l'uomo rimane schiacciato, ridotto quasi ad ornamento iconografico.» Giuseppe Marotta scrive: «...Saranno i freni del suo limpido raziocinio, saranno le catene del suo indomabile estetismo, ...ma fra i miracoli del suo Giulietta e Romeo quello della commozione e della poesia non ci sono.»
Aristarco sottolinea anche l'incongruenza della scelta di attori non professionisti inglesi per un'operazione che si proponeva di restituire il dramma alle sue radici nazionali, rilevando anche come «...tutta la recitazione segue schemi più figurativi che umanamente caldi.» Tuttavia, la critica cinematografica americana Pauline Kael, ammiratrice del film, loda la performance di Mervyn Johns, sostenendo che fu capace trasformare il Frate da una stanca presenza a un «...radioso e sciocco piccolo uomo».
Al film fu dedicato il primo numero, uscito nel 1956, della collana monografica Dal soggetto al film, dell'editore Cappelli di Bologna, diretta da Renzo Renzi (un'esperienza che si sarebbe conclusa nel 1977, dopo 54 uscite, con un numero dedicato a Padre padrone, di Paolo e Vittorio Taviani).

## Riconoscimenti
Il film vinse il Leone d'Oro al Festival di Venezia del 1954 e fu candidato miglior film straniero dalla National Board of Review Awards, che candidò anche Castellani miglior regista.
A Venezia, in un'edizione caratterizzata da aspre polemiche, era Senso di Luchino Visconti a essere considerato uno dei principali pretendenti al Leone d'oro (pur in presenza di altre opere importanti quali La strada, Fronte del porto e L'intendente Sansho di Kenji Mizoguchi). Da sinistra si accusò in anticipo la direzione della Mostra di aver accelerato l'arrivo dall'Inghilterra del film di Castellani per poterlo contrapporre a Senso, la cui revisione storica del Risorgimento era sgradita a determinati settori politici. Alla fine tra le proteste prevalse Giulietta e Romeo.